# Girolamo Grillo

Bischofswappen von Girolamo Grillo

Girolamo Grillo (* 18. August 1930 in Parghelia; † 22. August 2016 in Rom) war ein italienischer Geistlicher und römisch-katholischer Bischof von Civitavecchia-Tarquinia.

## Leben
Girolamo Grillo empfing am 25. April 1953 die Priesterweihe.
Papst Johannes Paul II. ernannte ihn am 7. April 1979 zum Bischof von Cassano all’Jonio. Der Papst persönlich spendete ihm am 27. Mai desselben Jahres im Petersdom die Bischofsweihe; Mitkonsekratoren waren die Kurienerzbischöfe Duraisamy Simon Lourdusamy, Sekretär der Kongregation für die Evangelisierung der Völker, und Eduardo Martínez Somalo, Substitut des Staatssekretariates. Die Amtseinführung im Bistum Cassano all’Jonio fand drei Wochen später statt.
Am 20. Dezember 1983 wurde er zum Bischof von Tarquinia und Civitavecchia ernannt. Am 21. Dezember 2006 nahm Papst Benedikt XVI. seinen altersbedingten Rücktritt an.